# F. Rácz Kálmán
F. Rácz Kálmán  (Lugos, 1910. szeptember 1. – Budapest, 1980. február 12.)  író, műfordító, szerkesztő.

## Élete
Középiskolai tanulmányait Debrecenben végezte el, majd külföldön folytatta, Bécsben és Párizsban.
A Sorbonne egyetemen szerzett oklevelet nyelvészetből és irodalomtörténetből.
Hazatérve újságíró lett, első írásai a Népszavában jelentek meg.
1938-1944 között az Újság, 1945 után a Szabadság c. lap munkatársa lett. Írásait a Híd, a Fórum és a Csillag, valamint a Kortárs folyóiratok is közölték.
1949-1950-ben az Írószövetség titkára lett, ekkor felhagyott újságírói tevékenységével.
1957-től haláláig írói tevékenységét szabadúszóként végezte.
1952-1957 között a Népművelési Intézet osztályvezetője volt.
A Népművelési Intézeten belül egyik vezetője volt a Színjátszók Könyvtára című sorozatnak, ( többek között Mándy Iván is részt vett benne), azon kívül, hogy színvonalas dolgok jelentek meg benne, az íróknak anyagi lehetőséget is biztosított.
Műfordítói tevékenységében elsősorban a francia irodalom szerepel, Zola, Sartre és mások műveit fordította magyarra.
1964-től a Központi Sajtószolgálat irodalmi szerkesztője volt.

## Fő művei
- Köd a Szajnán (1941)
- Barátom, Bögölye (1943)
- Szent Mihály útja (1947)
- Lázadók (1948)
- Barátok és ellenségek (1950)
- Férfihűség (1956)
- Grandet kisasszony (1956)
- Csak Párizsban történhetett (1958)
- Utolsó alkalom (1959)
- Éjszakai vallomás (1960)
- Időhúzás (1976)
- Eszter mosolya (1979)